# Бастия (футбольный клуб)
«Ба́стия» (фр. Sporting Club Bastiais; корс. Sporting Club di Bastia) — французский футбольный клуб из одноимённого города. Основан в 1905 году. Обладатель Кубка Франции (1981). Финалист Кубка УЕФА (1978). Домашние матчи проводит на «Стад Арман Сезари», вмещающем 16 480 зрителей. В настоящее время выступает в Лиге 2 (втором дивизионе чемпионата Франции).

## История
Спортивный Клуб «Бастия» был основан в 1905 году швейцарским эмигрантом по фамилии Рюш (нем. Ruesch). Первым президентом «Бастии» стал Эмиль Брандизи.
Статус профессионального клуба «Бастия» получила в 1965 году, и тогда же начала выступления в Лиге 2. Проведя три неплохих сезона, команда в 1968 году выиграла Лигу 2 и завоевала право выступать в элитном дивизионе футбольной Франции. Первый сезон ознаменовался сложной, но успешной борьбой за выживание и стал началом десятилетия, которое многими считается лучшим в истории клуба. В 1972 году «Бастия» дошла до финала Кубка Франции, где со счётом 1:2 уступила «Марселю». Выход в финал национального кубка позволил корсиканцам в следующем сезоне дебютировать в еврокубках. Впрочем, далеко пройти «Бастии» не удалось: в первом же раунде команда потерпела поражение по сумме двух матчей (0:0 и 1:2) от «Атлетико Мадрид».
В 1977 году «Бастия» добилась права играть в Кубке УЕФА, дебют в котором оказался куда более удачным. Корсиканцы последовательно выбили лиссабонский «Спортинг», «Ньюкасл», «Торино» (у которого выиграли 3:2 на выезде, прервав их двухгодичную беспроигрышную домашнюю серию), а также «Карл Цейсс» и «Грассхоппер», лишь в финале уступив ПСВ (0:0, 0:3).
Первый матч финала проходил 26 апреля 1978 года на стадионе Арман Сезари. Несмотря на проливной дождь, югославский арбитр не решился перенести игру, и матч, проходивший с преимуществом хозяев, завершился нулевой ничьей.
В ответном матче, 9 мая, равенство в счёте сохранялось до 24-й минуты, когда ван де Керхоф открыл счёт. Во второй половине встречи ПСВ провёл ещё два гола и оформил свою победу. Корсиканцы списали поражение на беспрецедентную усталость: за 6 дней, предшествовавших этому матчу они провели 3 игры в чемпионате.
Этот финал остаётся пока самым значительным успехом «Бастии». Клуб из 40-тысячного городка превзошёл более состоятельные европейские команды. Однако в 2005 году с вылета клуба в Лигу 2 в «Бастии» начался кризис. По итогам сезона 2009/10 команда вылетела в третий дивизион — Национальную Лигу. В сезоне 2010/11 команда выиграла турнир третьего дивизиона и вернулась в Лигу 2. А в следующем сезоне «Бастия» заняла 1-е место в Лиге 2 и вышла в высшую лигу. В Лиге 1 первые два сезона команда под руководством Фредерика Антца занимала места в середине таблицы. Сезон 2014/15 главным тренером команды стал известный футболист Клод Макелеле. Однако сотрудничество Макелеле и «Бастии» было недолгим и безрезультатным. 3 ноября 2014 года клуб и тренер расторгли контракт. Новый тренер Гислен Принта сумел не только спасти корсиканцев от вылета, но и вывести их в финал Кубка французской лиги. Матч против «Пари Сен-Жермен» на «Стад де Франс» завершился победой соперника 4:0.
Футбольный клуб «Бастия» был лишён профессионального статуса. По итогам сезона 2016/17 клуб выбыл из высшего дивизиона чемпионата Франции в Лигу 2. Позднее команда была переведена в третий дивизион из-за нарушений финансового fair play. После этого клуб был объявлен банкротом, а руководство над ним взяли на себя болельщики. «Бастия» была переведена в 5-й по силе дивизион Франции.
В сезоне 2020/21 «Бастия» выиграла Насьональ и вернула себе профессиональный статус спустя 4 года.

## Болельщики
Игры «Бастии» с клубом «Аяччо» известны как Корсиканское дерби. Есть также противостояние с другим корсиканским клубом — «Газелеком». Наиболее принципиальный соперник с материка — «Ницца», в рамках Средиземноморского дерби, также есть соперничество с «Пари Сен-Жермен» из-за политической напряжённости между столицей и Корсикой.
В низших дивизионах играет другой клуб из Бастии — «Серкль Атлетик», выбил «Бастию» из Кубка Франции 2012/13, в следующем сезоне играл в Лиге 2.

## Достижения

### Национальные
Лига 1
- Бронзовый призёр: 1976/77

Кубок Франции
- Обладатель: 1980/1981.
- Финалист (2): 1971/72, 2001/02.

Кубок Французской лиги
- Финалист: 1994/95, 2014/15.

Лига 2
- Победитель (2): 1967/68, 2011/12.

Национальная лига
- Победитель: 2020/21

Суперкубок Франции
- Обладатель: 1972

Чемпионат Корсики
- Победитель (17): 1922, 1927, 1928, 1929, 1930, 1931, 1932, 1935, 1936, 1942, 1943, 1946, 1947, 1949, 1959, 1962, 1963.

### Международные
Кубок УЕФА
- Финалист: 1978.

Кубок Интертото
- Обладатель: 1997.

## Текущий состав
| 1  | Франция          | Вр  | Лисандрю Ольмета (в аренде из «Лилля») | 2005 |  |  |  |  |  |
| 16 | Франция          | Вр  | Антони Мезоньяль                       | 1998 |  |  |  |  |  |
| 23 | Франция          | Вр  | Жюльен Фабри                           | 1994 |  |  |  |  |  |
| 30 | Республика Гаити | Вр  | Джонни Пласид                          | 1988 |  |  |  |  |  |
|    |                  |     |                                        |      |  |  |  |  |  |
| 3  | Колумбия         | Защ | Хуан Гевара (в аренде из «Форталесы»)  | 2001 |  |  |  |  |  |
| 6  | Франция          | Защ | Доминик Гуиди                          | 1996 |  |  |  |  |  |
| 15 | Люксембург       | Защ | Флориан Бонерт                         | 1997 |  |  |  |  |  |
| 17 | Марокко          | Защ | Закария Арисс                          | 2004 |  |  |  |  |  |
| 24 | Франция          | Защ | Том Менадье                            | 2000 |  |  |  |  |  |
| 28 | Того             | Защ | Гюстав Акусон                          | 1995 |  |  |  |  |  |
| 29 | Франция          | Защ | Стиви Мазику                           | 2004 |  |  |  |  |  |
| 42 | Кабо-Верде       | Защ | Дилан Тавареш                          | 1996 |  |  |  |  |  |
|    |                  |     |                                        |      |  |  |  |  |  |
| 2  | Кот-д’Ивуар      | ПЗ  | Крист Инао Улаи                        | 2006 |  |  |  |  |  |
| 4  | Франция          | ПЗ  | Антони Ронкалья                        | 2000 |  |  |  |  |  |

| 5  | Франция      | ПЗ  | Жюльен Маджотти                        | 1995 |  |  |  |  |  |
| 7  | Франция      | ПЗ  | Кристоф Венсан (капитан)               | 2004 |  |  |  |  |  |
| 9  | Франция      | ПЗ  | Феликс Томи                            | 2000 |  |  |  |  |  |
| 13 | Франция      | ПЗ  | Том Дюкрок                             | 1999 |  |  |  |  |  |
| 14 | Камерун      | ПЗ  | Лоик Этога                             | 2003 |  |  |  |  |  |
| 20 | Кот-д’Ивуар  | ПЗ  | Мамаду Сумаоро                         | 2005 |  |  |  |  |  |
| 66 | Сьерра-Леоне | ПЗ  | Джослин Джанне                         | 2002 |  |  |  |  |  |
|    |              |     |                                        |      |  |  |  |  |  |
| 10 | Франция      | Нап | Амин Бутра                             | 2000 |  |  |  |  |  |
| 11 | Франция      | Нап | Ламин Сиссе                            | 2003 |  |  |  |  |  |
| 19 | Франция      | Нап | Айман Аики (в аренде из «Сент-Этьена») | 2005 |  |  |  |  |  |
| 21 | Франция      | Нап | Моамед Бумауи                          | 2004 |  |  |  |  |  |
| 22 | Мартиника    | Нап | Жереми Себа (в аренде из «Страсбура»)  | 2003 |  |  |  |  |  |
| 27 | Франция      | Нап | Лисандру Трамони (в аренде из «Пизы»)  | 2003 |  |  |  |  |  |

## Форма

### Домашняя
| 2021/22 | 2022/23 | 2023/24 | 2024/25 |

### Гостевая
| 2021/22 | 2022/23 | 2023/24 | 2024/25 |

### Резервная
| 2021/22 | 2022/23 |

Источники:,